# Jörg Weitnauer
Jörg Weitnauer (* 14. Februar 1955) ist ein ehemaliger Schweizer Ruderer, der 1982 Weltmeister im Vierer ohne Steuermann war.

## Sportliche Karriere
Der 1,86 m grosse Weitnauer nahm 1971 und 1972 im Doppelzweier an Junioren-Weltmeisterschaften teil, erreichte aber nur den B-Final, 1973 trat er im Einer an und belegte den fünften Platz. Bei seinem ersten Olympiastart 1976 in Montreal kam er mit dem Doppelvierer auf den achten Platz. 1977 bildete Weitnauer mit Bruno Saile einen Doppelzweier, die beiden belegten bei den Weltmeisterschaften 1977 den siebten Platz. 1978 gewannen die beiden Bronze hinter den Norwegern und den Briten. Im Jahr darauf siegten bei den Weltmeisterschaften 1979 erneut die Norweger, die beiden Schweizer belegten den fünften Platz.
Der für den RC Thalwil startende Weitnauer wechselte gemeinsam mit Saile 1980 vom Skullrudern zum Riemenrudern. Bei den Olympischen Spielen 1980 in Moskau trat der Schweizer Vierer ohne Steuermann in der Besetzung Bruno Saile, Jörg Weitnauer, Hans-Konrad Trümpler und Stefan Netzle an. Die vier Schweizer erreichten den A-Final und belegten unter zwölf teilnehmenden Booten den sechsten Platz. In der gleichen Besetzung erruderten die Schweizer bei den Weltmeisterschaften 1981 in München die Silbermedaille hinter dem sowjetischen Boot. Im Jahr darauf wurden die Weltmeisterschaften in Luzern ausgetragen, Saile, Weitnauer, Trümpler und Netzle gewannen die einzige Goldmedaille für die Gastgeber vor dem sowjetischen Vierer. 1983 traten Weitnauer und Saile zusammen mit Steuermann Rolf Stadelmann im Zweier mit Steuermann an und erreichten den sechsten Platz. Bei den Olympischen Spielen 1984 ruderten Weitnauer und Saile wieder mit Trümpler und Netzle im ungesteuerten Vierer und erreichten noch einmal den A-Final. Sie belegten den fünften Platz. 
Bei den Weltmeisterschaften 1985 trat Weitnauer mit Urs Steinemann im Doppelzweier an und gewann die Bronzemedaille hinter den Booten aus der DDR und der Sowjetunion. Im Jahr darauf belegten die beiden den sechsten Platz bei den Weltmeisterschaften 1986. 1987 erreichte Weitnauer im Vierer mit Steuermann den zehnten Platz bei den Weltmeisterschaften. Bei seinem vierten Olympiastart 1988 in Seoul erreichte der Schweizer Vierer mit Steuermann ebenfalls den B-Final, trat dort aber nicht mehr an.